# Sigmund Groven
Sigmund Groven, född 16 mars 1946 i Heddal, är en norsk musiker och kompositör samt internationellt verksam munspelare (kromatiskt munspel). 
Han växte upp i en familj med en rad olika musiker. Han är son till Sverre Groven och Gunhild Groven. Han är brorson till Eivind Groven. 1960 inledde han, i London, en serie munspels-lektioner med Tommy Reilly, som var en stor inspirationskälla för Groven.
Han har hållit konserter över stora delar av världen. Han har gett ut många album och medverkat på norsk radio och tv, samt spelat med många stora musiker och orkestrar. Bland hans mer kända och i hemlandet folkkära inspelningar märks Reodors ballade från den norska filmsuccén Flåklypa Grand Prix (kompositör: Bent Fabricius-Bjerre), Svalbardstema (Bøhren/Åserud), samt hans version av Henning Sommerros Vårsøg som länge användes i NRK:s radioprogram Nattønsket. Beatlesproducenten Sir George Martin har hyllat Groven som "en strålande musiker, en av de bästa munspelsutövarna i världen". Han har gjort över 350 produktioner, där även barnsånger märks. Groven har medverkat till att göra munspelet till ett "seriöst" konsertinstrument.

## Internationell karriär
Groven har varit på omfattande turnéer i de flesta världsdelarna, och spelat på flera kända konserthus, som Carnegie Hall i New York (1990), Hong Kongs konserthus (1998, 2004), Casals Hall i Tokyo (1999), samt Mozarteum i Salzburg (2002). Efter en festival i Budapest (2005) så hyllade en kritiker framträdandet som "den mest gripande i festivalens 25-åriga historia". Groven har varit solist med symfoniorkestrar i Europa, Asien, USA och Kanada. Han har hållit flera egna konserter under festivaler och kulturarrangemang, bland annat i Spanien, Frankrike, England och Japan. Han har nått popularitet utanför Norge med listplaceringar i bland annat Sydkorea.

## Repertoar
Grovens konsertrepertoar spänner sig från folkmusik till populärmusik och egna kompositioner, från transkriptioner av klassiska verk till originalmusik för munspel. Ett flertal musiker har dedicerat musik till Groven, däribland Terje Rypdal. 

## Diskografi

### Album under eget namn
- 1975: Så spiller vi harmonica
- 1976: Music for Two Harmonicas (med Tommy Reilly)
- 1977: Musikk for en lang natt (med Ketil Bjørnstad)
- 1979: Motlys
- 1981: Musikken inni oss (med Arve Tellefsen)
- 1981: Kom sol på alle mine berg (med Geirr Lystrup)
- 1981: Lævandes dikt (med Ove Røsbak och Iver Kleive)
- 1983: Songar utan ord (med Henning Sommerro)
- 1986: Colour Slides
- 1988: Aria
- 1990: Nordisk natt
- 1991: Nattønsker (samling)
- 1993: Siesta
- 1995: Til Telemark
- 1996: I godt lag (samling)
- 1998: Harmonica Album
- 2000: Innunder jul (med Iver Kleive och Anne Vada)
- 2001: Vi på Langedrag
- 2003: Over the Rainbow
- 2004: Here, There and Everywhere (med Kringkastingsorkestret och John Wilson)
- 2005: PhilHarmonica (med Kringkastingsorkestret och Christian Eggen)
- 2007: Grieg Album (med Ivar Anton Waagaard, Kåre Nordstoga, Kringkastingsorkestret och Peter Szilvay)
- 2010: HarmOrgan (med Iver Kleive)
- 2012: Classical Harmonica
- 2014: Harmonica Hits (samling)

## Priser och utmärkelser
I Norge har Groven vunnit ett flertal priser för sin musik, däribland Gammleng-prisen. 
- Årets verk - NOPA (Norske Populærautorer), för hans många verk med stor spännvidd  (1984)
- Årets verk - NOPA (Norske Populærautorer), för «Prestegangaren» och «Tårån i troppene» (1990)
- Heddal Sparebanks Pris (1986)
- Æresborger av Texas (1991)
- Kardemommestipendiet i (1994)
- Telemark fylkes kulturpris (1995)
- Gammleng-prisen i öppen klass (1996)
- Äresmedlem av NOPA (Norske Populærautorer) (2002)
- Oslo Bys Kulturstipendie (2004)
- Storegut-prisen (2006)
- Klaus Egges Minnepris (2009)
- Statens stipend for eldre fortjente kunstnere (2010)

## Övrigt
1969 tog Groven cand.mag (en dåtida akademisk examen i Norge) i engelska, historia och statsvetenskap. Han har även verkat som musikpedagog på universitetet i Trondheim. Sigmund Groven var styrelsemedlem i NOPA (Norske Populærautorer) 1986-99, samt i TONO 1987-97- Ordförande i TONO:s representantskap 1997-2006 (TONO är en norsk korporation som arbetar med copyright för musik i Norge).

### Fotnoter
1. 1 2  Store norske leksikon Läst 12 juni 2009.